# اريك فان دير ليندن
اريك فان دير ليندن (بالهولندية: Eric van der Linden)‏ هو منافس ألعاب قوى هولندي وبلجيكي، ولد في 17 أبريل 1974 في سخاخن في هولندا.

## وصلات خارجية
- أريك فان دير ليندن على موقع اتحاد الترياتلون الدولي (الإنجليزية)
- أريك فان دير ليندن على موقع IAT Triathlon Database (الإنجليزية)
- أريك فان دير ليندن على موقع اللجنة الأولمبية الدولية (الإنجليزية)
- أريك فان دير ليندن على موقع أوليمبيديا (الإنجليزية)